# Manneken Pis
Manneken Pis (Siusiający chłopiec) – symbol Brukseli, figurka-fontanna, wykonana z brązu, przedstawiająca nagiego, sikającego chłopca.
Figura z XV wieku wykonana początkowo w kamieniu została skradziona, tak jak późniejsze jej wersje. Ostatecznie w 1619 figurę wykonał z brązu flamandzki rzeźbiarz barokowy Jerôme Duquesnoy (ojciec François Duquesnoy).

## Legendy
Jak mówi jedna z legend, chłopiec był synem jednego z królów belgijskich. Podczas polowania w lasach znajdujących się (niegdyś) wokół Brukseli, malec zaginął. Król rozkazał przeszukać wszystkie pobliskie lasy, jednak nikt nie mógł dziecka odnaleźć. Dopiero po kilku dniach, gdy wszyscy stracili już nadzieję na odszukanie królewicza, pewien leśniczy, bardzo spragniony, usłyszał szemrzący strumyczek. Odsunął gałęzie, wstrzymujące go od źródła wody, i zobaczył nagiego, sikającego chłopca.
Inna legenda mówi, że w XIV wieku Bruksela została zaatakowana i była oblegana. Najeźdźcy chcąc zdobyć miasto zaplanowali, iż podłożą materiały wybuchowe w murach miasta i dostaną się łatwo do środka. Jednak mały chłopiec imieniem Juliaanske, szpiegując agresorów, odkrył miejsce, gdzie zaraz miał nastąpić wybuch. Widząc co się dzieje, oddał mocz na palący się lont, czym uratował miasto.

## Stroje
Figura często ubierana jest w stroje ofiarowane przez stowarzyszenia kulturalne, rzemieślnicze, regiony oraz oficjalne delegacje państwowe. Do czerwca 2007 Manneken Pis otrzymał 789 różnych strojów, które przechowywane są w Muzeum Miasta Brukseli.
Z okazji trwającego w okresie 2-10 czerwca 2007 Tygodnia Małopolski figura została ubrana w krakowski strój ludowy. Dla podkreślenia faktu, iż Kraków znalazł się na liście miast rezerwowych, w których mogą odbyć się mecze Mistrzostw Europy w Piłce Nożnej 2012, figurze dodano miniaturową piłkę.